# Yabaa
Yabaa, letterlijk "gekke drug" in Lao, de taal van Laos, is een synthetische drug uit de groep van de amphetamine-type substances (ATS)-familie, waartoe ook amfetamines en methamfetamines behoren.
Eind 20e en begin 21e eeuw werd in Laos duidelijk dat een toenemend deel van de jeugd van dit land verslaafd was geraakt aan dit middel en dat het populairder was geworden dan heroïne. Volgens de VN-organisatie UNODC (United Nations Office on Drugs and Crime) zouden er onder de bevolking van ongeveer zes miljoen mensen ruim 40.000 ATS-gebruikers zijn; een toename van 14 procent ten opzichte van 2006. De toename werd geweten aan het succes van het overheidsbeleid gericht op de uitroeiing van de papaverteelt. Het zeer verslavende Yabaa zou gemakkelijk verkrijgbaar en betrekkelijk goedkoop zijn.

## Voetnoten
1. ↑  Persbericht IRIN 'Laos: Grappling with "crazy drugs", mei 2009